# Ingeborg Andersdatter Grytten
Ingeborg Andersdatter Grytten, född 1668, död 1705, var en norsk poet. 
Hon var dotter till en dansk-norsk präst i Holmedal i Sunnfjord. Grytten led av spetälska och levde sitt liv i isolering i hemmet. Hon skrev hymnboken Kaars-Frugt, som utgavs 1713. 